# Use Your Illusion I (DVD)
Use Your Illusion I je koncertní DVD kapely Guns N' Roses natočené v roce 1992 v Tokiu při Use Your Illusion Tour. DVD obsahuje první polovinu koncertu, druhá je obsažena na DVD Use Your Illusion II.
Písně Pretty Tied Up, Don't Cry a November Rain z tohoto DVD byly zařazeny také na živé CD Live Era: '87-'93 vydané v roce 1999.

## Seznam skladeb
| Pořadí | Název                 | Délka |
| ------ | --------------------- | ----- |
| 1.     | Úvod                  |       |
| 2.     | Nightrain             |       |
| 3.     | Mr. Brownstone        |       |
| 4.     | Live And Let Die      |       |
| 5.     | It's So Easy          |       |
| 6.     | Bad Obsession         |       |
| 7.     | Attitude              |       |
| 8.     | Pretty Tied Up        |       |
| 9.     | Welcome to the Jungle |       |
| 10.    | Don't Cry             |       |
| 11.    | Double Talkin’ Jive   |       |
| 12.    | Civil War             |       |
| 13.    | Wild Horses           |       |
| 14.    | Patience              |       |
| 15.    | November Rain         |       |